# Passiflora caerulea
El mburucuyá (del guaraní mburukuja), también llamada flor de la pasión, pasionaria azul o simplemente pasionaria (Passiflora caerulea), es una especie de planta trepadora de la familia de las pasifloráceas que crece de forma silvestre en varios países, como Argentina, Bolivia, Brasil, Chile, Colombia, Ecuador, Paraguay, Perú,  Uruguay y  Venezuela en América del Sur, España en Europa y República Dominicana en el Caribe.

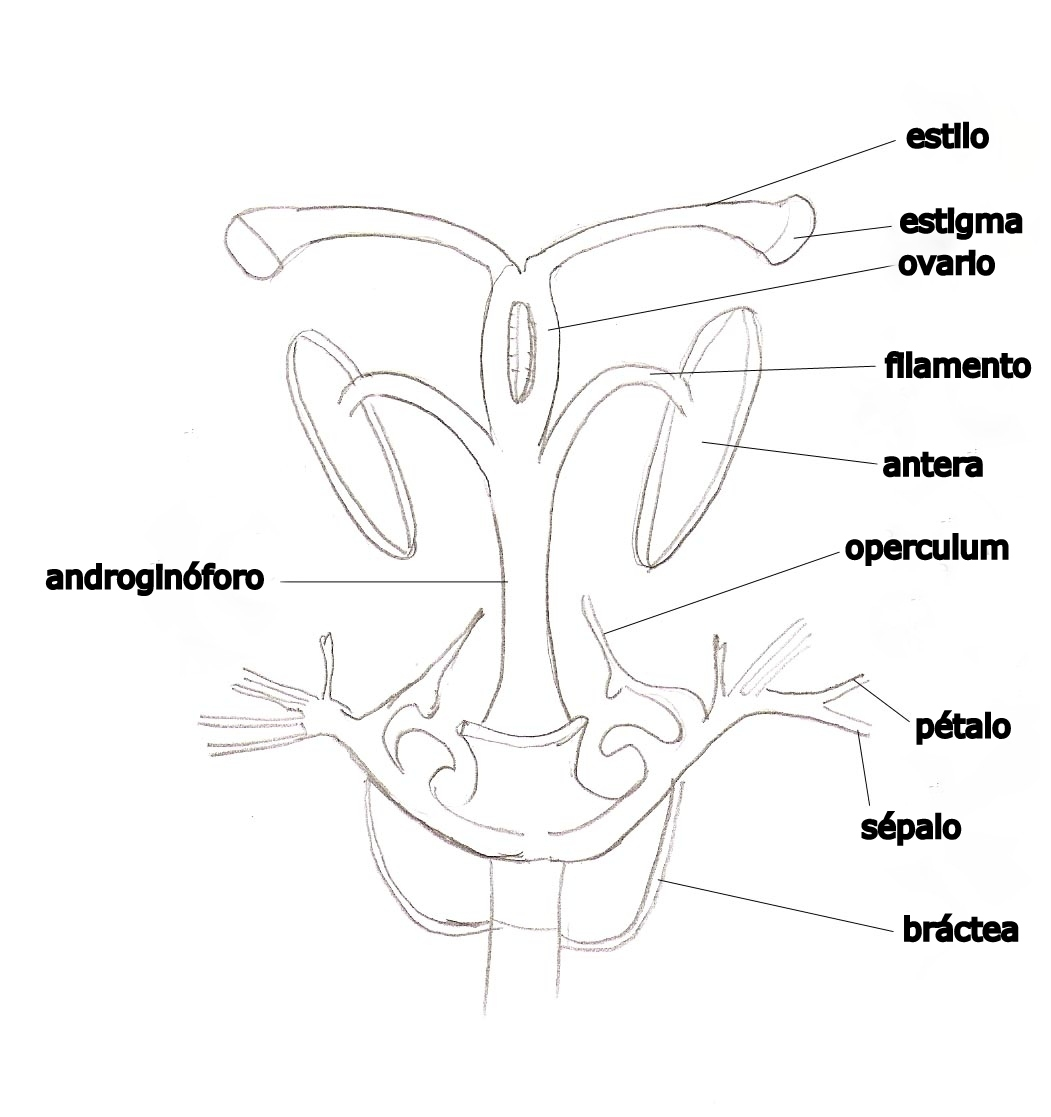
Partes de la corona.

## Descripción
Es una trepadora leñosa -capaz de ascender a 15–20 m de altura, si tiene árboles o algún otro elemento disponible como soporte-. Se comporta como perenne en climas tropicales y caducifolia en zonas de inviernos fríos. En clima tropical florece todo el año.
Las hojas se alternan a lo largo del tallo; son palmadas, penta-lobuladas (como una mano abierta) -a veces puede tener siete lóbulos-, 5-10 cm de largo y ancho. De la axila de cada hoja surge un zarcillo flagelado enroscado de 5–10 cm de largo, que le permite asirse al medio de soporte.
La inflorescencia es solitaria y nace también en las axilas de las hojas. La flor, de unos 8 cm de diámetro, es compleja. Sobre los cinco sépalos y pétalos blancuzcos -de apariencia similar-, se superpone una corona que se caracteriza por seis estructuras: 2 radios externos (R1 y R2), 1 a 2 series de Pali (Pa), un opérculo (Op) interno que nace sobre el annulus (Au) y el limen (Li) el cual ayuda a proteger el nectáreo. 
El fruto es una baya en forma de huevo (6 por 4 cm) de color naranja que contiene numerosas semillas. Este fruto constituye el alimento de mamíferos y aves los cuales dispersan las semillas. No confundir con Granadilla china (Passiflora ligularis).

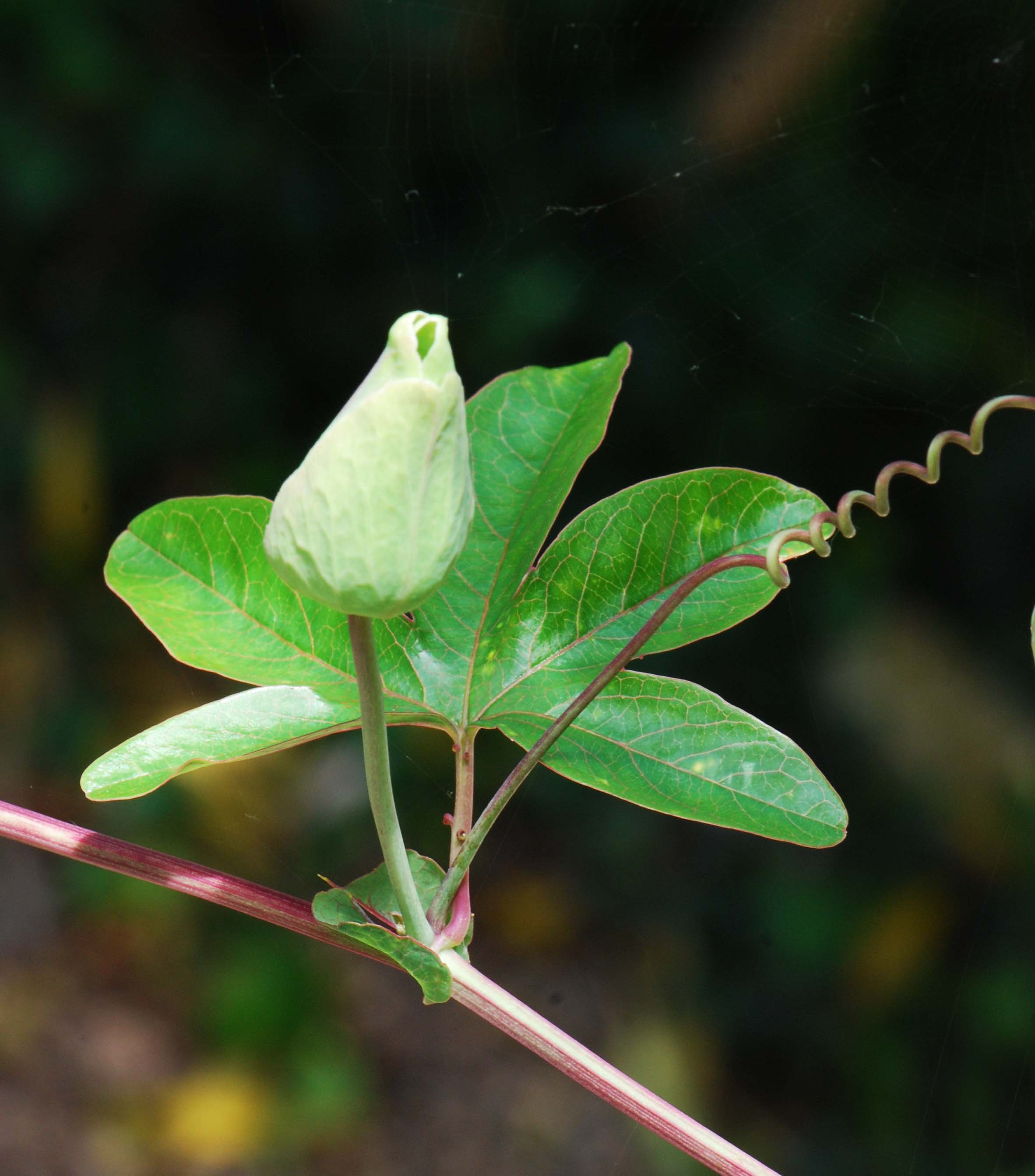
Zarcillo junto a un capullo floral.
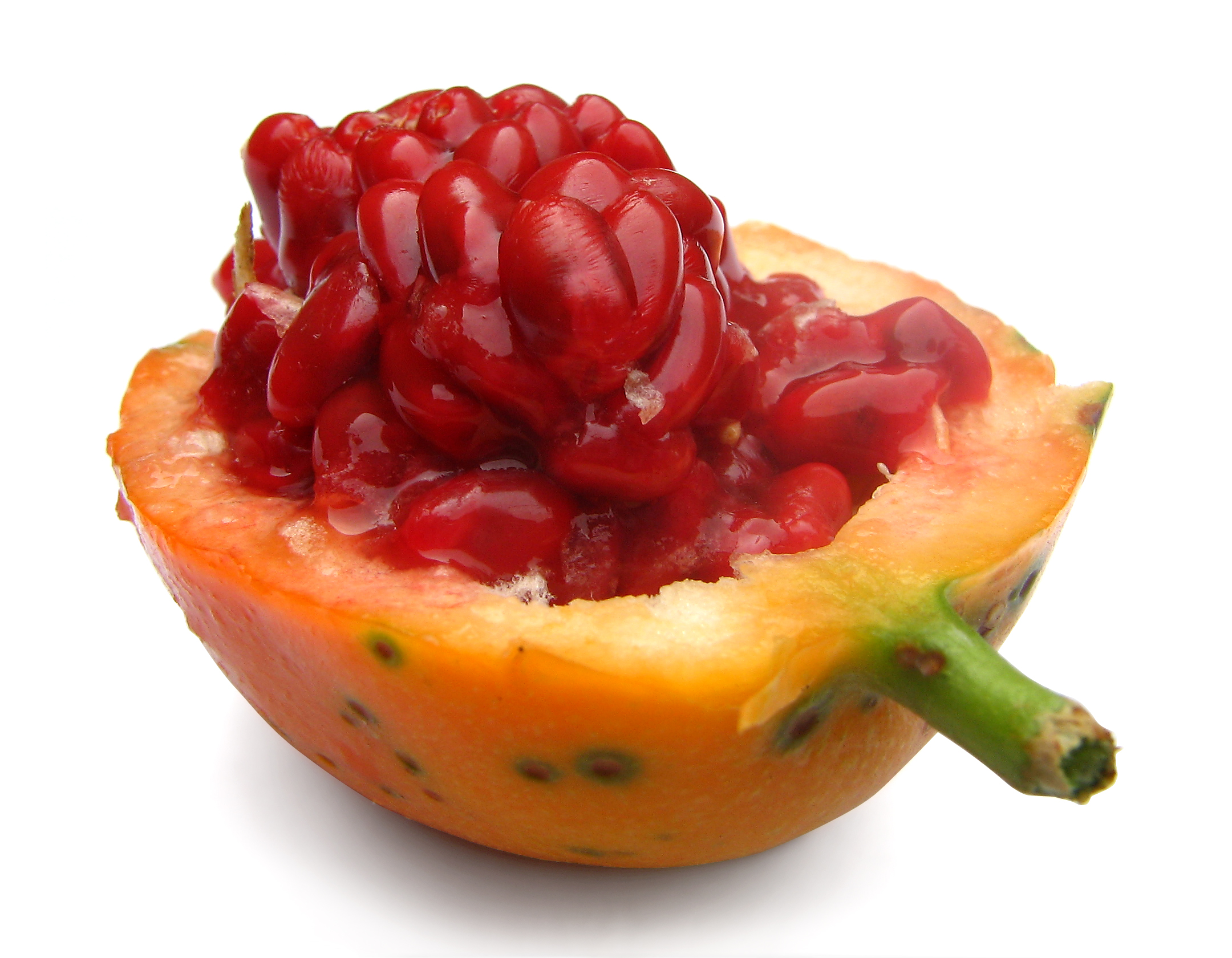
Fruto.
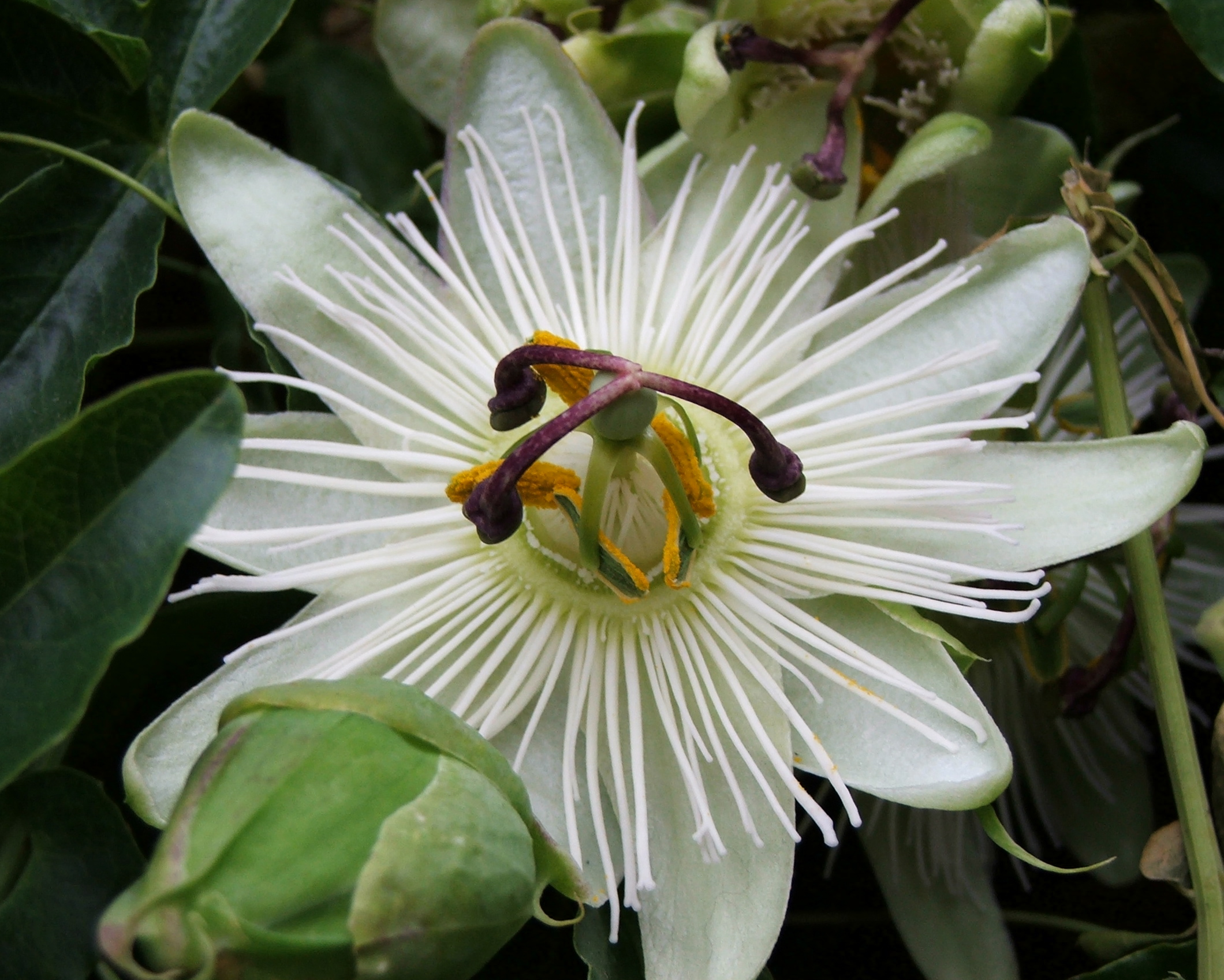
P. caerulea var. 'Constance Elliot', variedad de flor blanca.
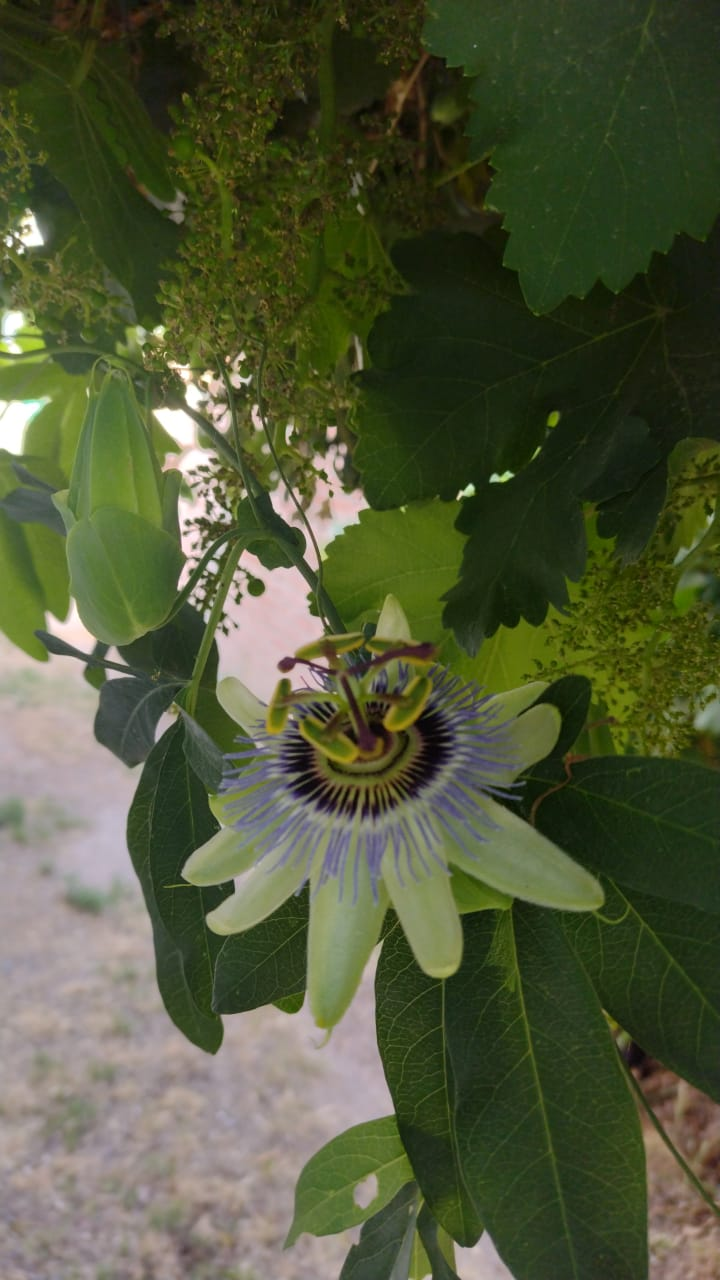
Flor.

## Distribución geográfica y hábitat
Passiflora caerulea es originaria de Sudamérica. En Argentina es la especie más ampliamente distribuida del género Passiflora, se puede encontrar en todo el noroeste de Argentina: Salta, Jujuy, Tucumán, Chaco, Formosa, Misiones, Corrientes, Santa Fe y, en menor escala, Santiago del Estero, Entre Ríos y el norte de Buenos Aires. Passiflora caerulea se ha distribuido ampliamente como planta ornamental en países de Norteamérica, Europa, Asia y Australasia. Especialmente en regiones más cálidas de estos continentes, las plantas se han propagado, dispersadas por aves y otros animales, y se han establecido como enredaderas invasoras en bosques y matorrales nativos, así como a lo largo de riberas, setos y zonas baldías.
Passiflora caerulea crece en climas con alternancia de períodos secos y húmedos, con precipitaciones anuales entre 600 a 1200 mm al año. Prefiere suelos ricos en materia orgánica y bien drenados, con pH neutro a ligeramente ácido. Se adapta a climas templados cálidos; sin embargo es sensible a las heladas fuertes que dañan severamente su parte aérea. No obstante, cuando mejoran las temperaturas, la planta se regenera, produciendo brotes desde la base. La temperatura propicia para su producción oscila entre los 23 °C y 27 °C. Por lo general, de acuerdo al ambiente donde se desarrolla, la planta se puede adaptar a las condiciones que la rodean. Por ejemplo, una planta ubicada en el fondo de una casa en la ciudad sufre menos los efectos de las heladas que si estuviera en un alambrado a campo abierto, donde el daño por frío es considerablemente mayor.

## Taxonomía
Passiflora caerulea fue descrita por Carlos Linneo y publicado en Species Plantarum 2: 959–960. 1753.
Sinonimia
- Passiflora loureiroi G. Don
- Passiflora selloi Dehnh.[6]

### Etimología
Passiflora viene del latín y significa "flor de la pasión".
El epíteto específico caerulea viene del latín y significa "de color azul".

## Cultivares
- 'Chinensis'- flores azul pálido.
- 'Constance Elliott'- Fue cultivada por Kucombe y Prince en Exeter, Gran Bretaña.  Flores blancas, fragantes. No tan florífera como muchos otros clones.
- 'Grandiflora'. Flores de 20 cm de diámetro.
- 'Hartwiesiana'. Flores blancas.
- 'Regnellii'. Filamentos muy largos.[2]

Esta especie se emplea para crear numerosos híbridos.

## Cultivo y usos
Se cultiva en jardinería principalmente como planta ornamental, debido a sus exóticas y aromáticas flores. Su rápido crecimiento por medio de sus zarcillos la hace adecuada para cubrir pérgolas, muros o cualquier otra superficie, tanto horizontal como vertical. 
Su fruto es comestible pero más insípido que el de la Passiflora edulis; y con el fruto se pueden realizar diversas preparaciones.
Esta especie requiere exposiciones soleadas y crece mejor en sustratos ricos y bien drenados. Debe regarse regularmente en verano. Es la especie más rústica del género, resiste temperaturas de entre -10 a -15 °C. Las heladas severas matan la parte aérea, pero se regenera produciendo brotes desde la base. 
Se propaga por semilla o esquejes en primavera. 

Es sensible al ataque de cochinillas, pulgones y ácaros.

## Simbología cristiana de la pasionaria
La inusual forma de las flores ha sido motivo de asociación con la simbología cristiana de la Pasión de Jesús:  sus tres estigmas florales representan los tres clavos usados para clavar a Jesús en la cruz; el ovario y su base representa el cáliz de la Última Cena; las cinco anteras representan las cinco heridas; la corola representa la Santa corona, los diez 'pétalos' (en realidad son cinco pétalos y el resto son sépalos) los apóstoles (salvo Judas Iscariote el traidor y Pedro el negador); las hojas viejas también representan las manos de aquellos que lo persiguieron, y las hojas nuevas, la punta de la lanza usada para punzarlo; y, los zarcillos, los látigos con los que lo azotaron.[cita requerida]